# William Huizinga
William Huizinga (Delfzijl, 26 maart 1977) is een Nederlands meteoroloog. Huizinga is sinds mei 2013 weerpresentator bij het RTL Nieuws.

## Carrière
Huizinga was van 1997 tot en met 2008 werkzaam bij de meteorologische dienst van de Koninklijke Luchtmacht. Daarna trad Huizinga in dienst bij Meteovista te Zeist. Hier hield hij zich, naast meteorologische werkzaamheden, bezig met advies en coördinatie in gladheidbestrijding. Vanaf mei 2013 is Huizinga weerpresentator bij RTL Nederland en Buienradar.

## Privé
Huizinga is vader van twee dochters en een zoon.

## Boeken
Dat hadden ze niet voorspeld - 2017 - Karakter Uitgevers